# 第40独立砲兵旅団 (ウクライナ陸軍)
第40独立砲兵旅団（だい40どくりつほうへいりょだん、ウクライナ語: 40-ва окрема артилерійська бригада）は、ウクライナ陸軍の旅団。南部作戦管区隷下。

## 概要

### ドンバス戦争
2015年5月25日、ドンバス戦争の影響に伴い、ムィコラーイウ州で創設された。
2016年5月、第1独立戦車旅団隷下から第19独立自動車化歩兵大隊が配属された。
2016年9月30日、第19独立自動車化歩兵大隊を警備大隊に改編した。
2020年8月23日、ウォロディミル・ゼレンスキー大統領から、名誉称号「ヴィータウタス」を授与された。

### ロシアのウクライナ侵攻

#### 北東部・ハルキウ戦線
2022年2月24日から、ロシアのウクライナ侵攻では、北東部ハルキウ州ハルキウに配備され、5月中旬にロシア軍はハルキウから撤退した。
2022年6月、北東部ハルキウ州で第20親衛諸兵科連合軍の野戦司令部を発見したため、第92独立機械化旅団と合同で破壊し、駐屯していた40人以上が戦死した。
2022年9月上旬、北東部ハルキウ州イジューム地区に再配置され、2022年ウクライナの東部反攻に火力支援で参加し、ハルキウ州の大部分を解放した。
2022年9月24日、ウォロディミル・ゼレンスキー大統領から、勇気と勇敢さに対する栄誉賞を授与された。

#### 東部・バフムート戦線
2022年11月、東部ドネツィク州バフムート地区に再配置され、友軍を火力支援した。

#### 東部・スヴァトヴェ-クレミンナ戦線
2023年2月、東部ルハーンシク州スヴァトヴェ地区に再配置され、友軍を火力支援した。
2023年12月中旬、北東部ハルキウ州クプヤンシク地区に再配置された。

## ギャラリー

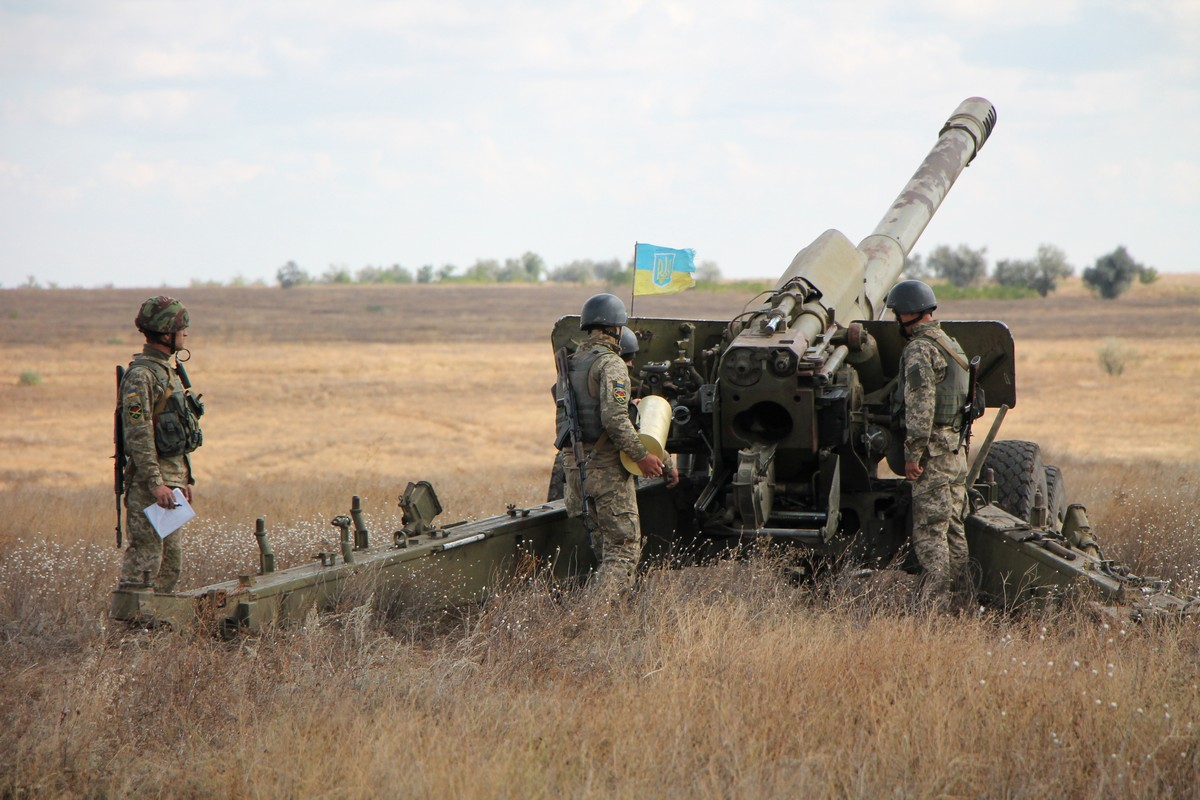
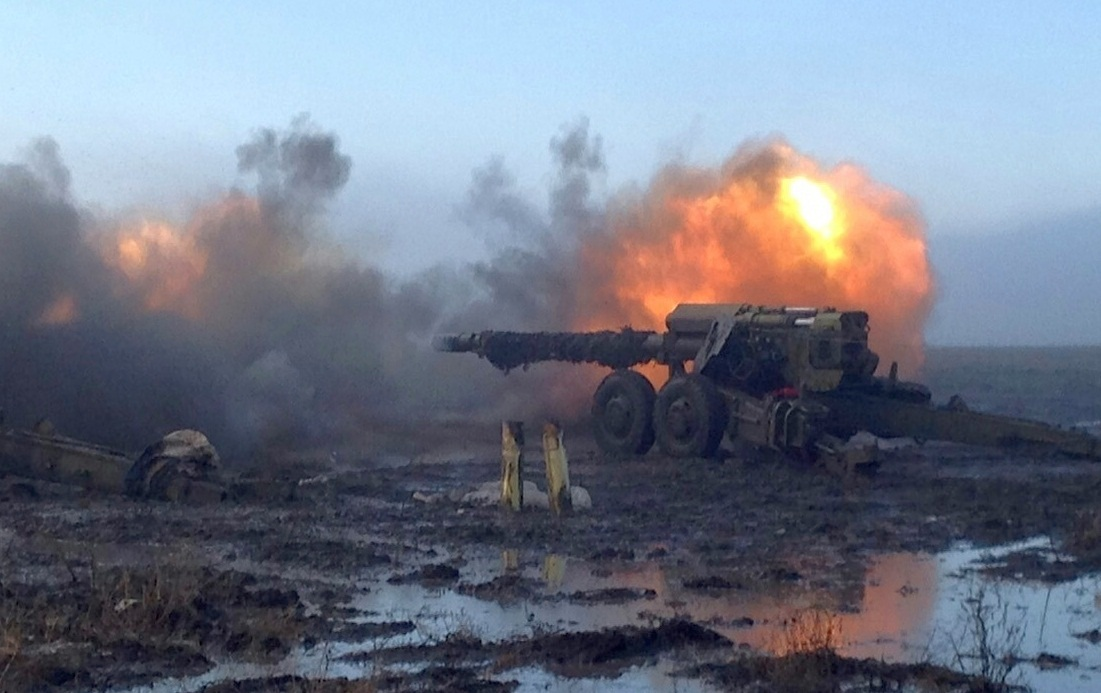
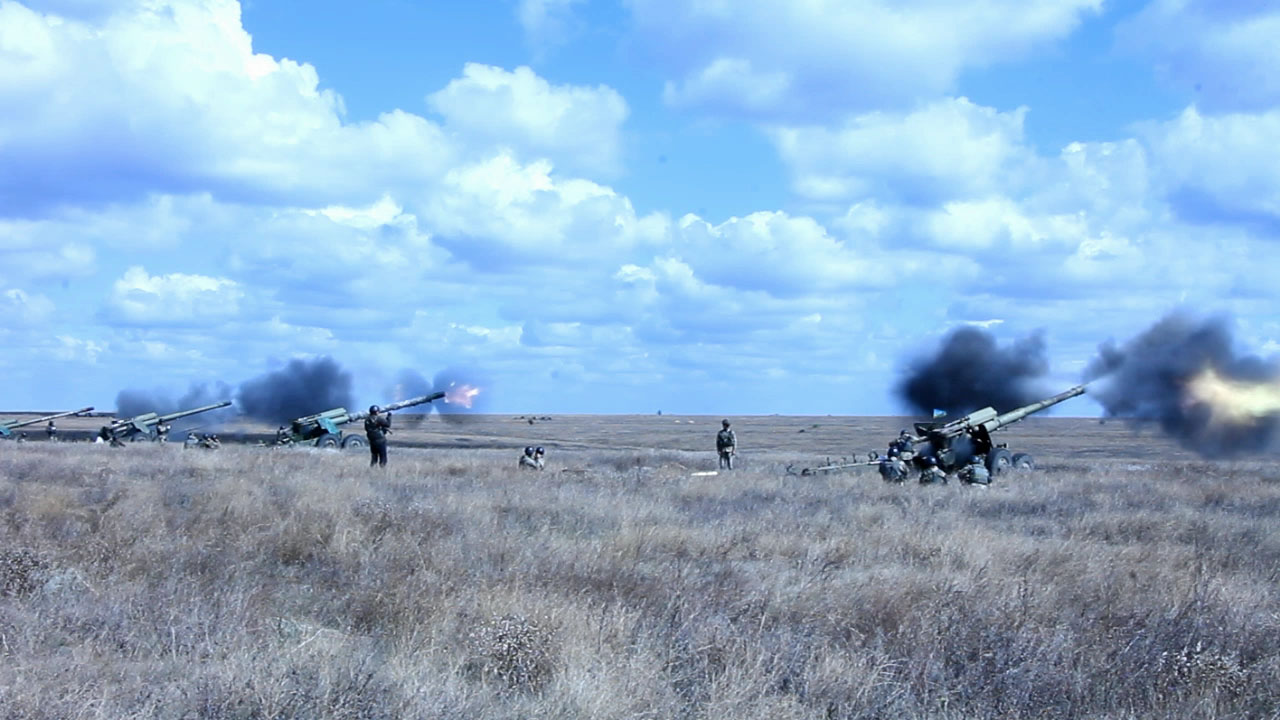
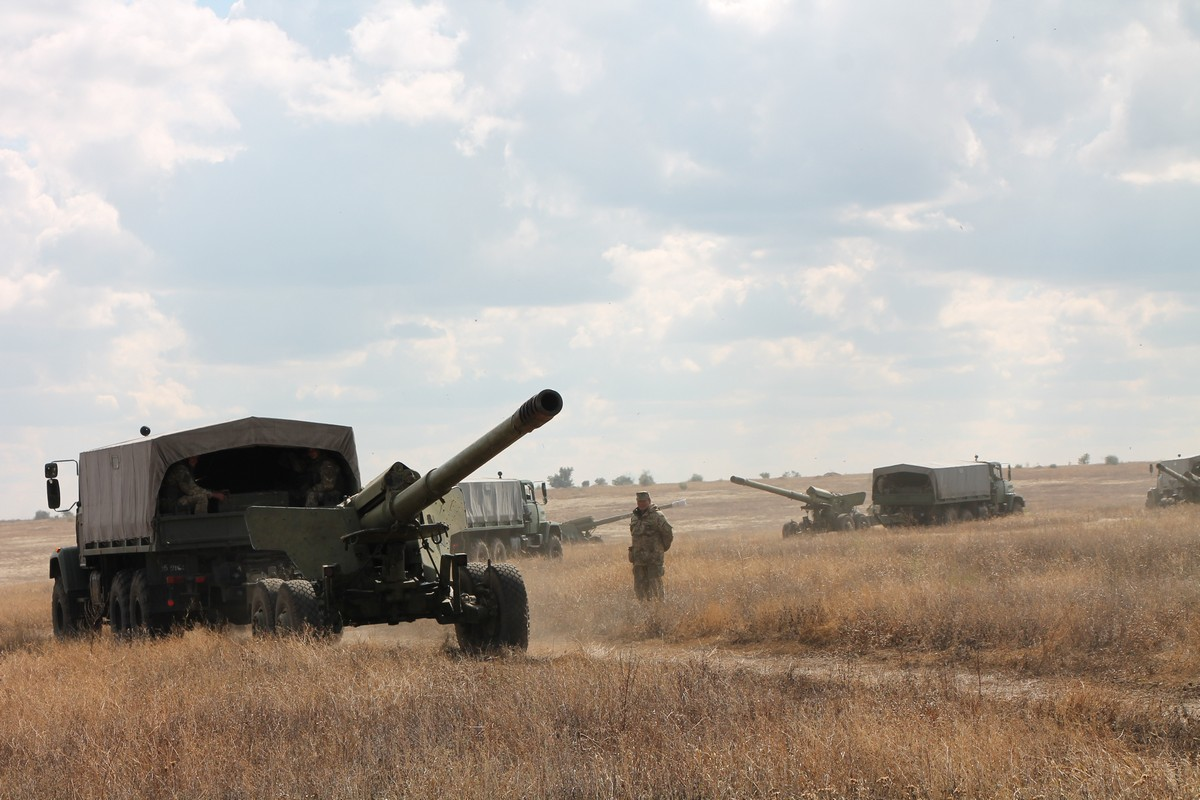

## 編制
- 旅団司令部（ペルボマイシク）
- 第1榴弾砲大隊
- 第2榴弾砲大隊
- 第3榴弾砲大隊
- 第4榴弾砲大隊
- 第5対戦車砲大隊
- 砲兵偵察大隊
- 警備大隊
- 工兵中隊
- 整備中隊
- 補給中隊
- 化学防護小隊